# Nuntă la olteni
Nuntă la olteni este un film românesc din 1967 regizat de Alexandru Drăgulescu.